# Еиза Гонзалез
Еиза Гонзалез Рејна (шп. Eiza González Reyna; Мексико, 30. јануар 1990) мексичка је глумица и певачица. Славу је стекла улогом Лоле Валенте у мексичкој теленовели Lola, érase una vez (2007—2008), а затим главном улогом Кларе Молине у тинејџерској драми Sueña conmigo (2010—2011).
Успех је такође остварила улогом Сантанико Пандемонујум у америчкој хорор серији Од сумрака до свитања: Серија (2014—2016). Позната је и по улози Монике „Драге” Кастељо у акционо-криминалистичком филму Возач (2017), Нисијане у сајпербанк-акционом филму Алита: Борбени анђео (2019), Мадам М у акционом филму Паклене улице: Хобс и Шо (2019), Фран у хумористичком филму Много ми је стало (2020) и Маје Симонс у филму Годзила против Конга (2021).

## Филмографија

### Филм
| Година | Српски назив             | Изворни назив     | Улога                         | Напомене                      |
| ------ | ------------------------ | ----------------- | ----------------------------- | ----------------------------- |
| 2008.  | Хортон                   |                   | Џесика Квилиган (глас)        | латиноамерички шпански (синх) |
| 2013.  | Крудс                    |                   | Ип Круд (глас)                | латиноамерички шпански (синх) |
| 2014.  |                          |                   | Кристина                      |                               |
| 2015.  | Џем и Холограми          |                   | Шејла „Џета” Бернс            |                               |
| 2017.  | Возач                    |                   | Моника „Драга” Кастељо        |                               |
| 2018.  |                          |                   | Каралала                      |                               |
| 2019.  | Парадајс Хилс            |                   | Амарна                        |                               |
| 2019.  | Алита: Борбени анђео     |                   | Нисијана                      |                               |
| 2019.  |                          | Џејн              |                               |                               |
| 2019.  | Паклене улице: Хобс и Шо |                   | Маргарита / Мадам М           |                               |
| 2020.  | Бладшот                  |                   | Кејти                         |                               |
| 2020.  |                          | Лусинда Валенсија |                               |                               |
| 2020.  | Много ми је стало        |                   | Фран                          |                               |
| 2021.  | Годзила против Конга     |                   | Маја Симонс                   |                               |
| 2021.  | Неукротиви Спирит        |                   | Милагро Наваро Прескот (глас) |                               |
| 2021.  |                          | Патрисија         |                               |                               |
| 2022.  | Хитна помоћ              |                   | Кам Томпсон                   |                               |

### Телевизија
| Година     | Српски назив                  | Изворни назив | Улога                       | Напомене     |
| ---------- | ----------------------------- | ------------- | --------------------------- | ------------ |
| 2007—2008. |                               |               | Долорес „Лола” Валенте      | 224 епизоде  |
| 2008—2009. | Љубав је вечна                |               | Сесилија Акоста де Елизалде | главна улога |
| 2009.      |                               |               | Габријела Ортега            | епизода: „”  |
| 2010—2011. |                               |               | Клара Молина / Рокси Поп    | 150 епизоде  |
| 2012—2013. |                               |               | Ники Бриз Балванера         | 181 епизода  |
| 2014—2016. | Од сумрака до свитања: Серија |               | Сантанико Пандемонујум      | 30 епизода   |
| 2023.      |                               |               | Елоди                       | 1 епизода    |
| 2024.      | Господин и госпођа Смит       |               | друга Џејн                  | 1 епизода    |
| 2024.      | Проблем 3 тела                |               | Оги Салазар                 | главна улога |

### Музички спотови
| Година | Извори | Улога           | Извођач           |
| ------ | ------ | --------------- | ----------------- |
| 2013.  | „”     | богаташица      | Ромео Сантос      |
| 2018.  | „”     | девојка у култу | Џастин Тимберлејк |